# Tetragnatha nigrigularis
Tetragnatha nigrigularis este o specie de păianjeni din genul Tetragnatha, familia Tetragnathidae, descrisă de Simon, 1898.
Este endemică în Seychelles. Conform Catalogue of Life specia Tetragnatha nigrigularis nu are subspecii cunoscute.